# Pronycticebus
Pronycticebus був родом приматів Adapiformes, що жили в середньому до середнього пізнього еоцену. Він представлений двома видами, Pronycticebus gaudryi та Pronycticebus neglectus, майже повний екземпляр яких був знайдений у Німеччині, а також у формації Quercy Phosphorites у Франції.

## Пересування
Виходячи з морфології кінцівок, Pronycticebus neglectus рухався за допомогою чотириногого руху, стрибків і лазіння. Цей вид менш стрибучий, ніж нотарктини, і менше використовує повільний чотириногий рух, ніж адапіни.